# 上野雅史
上野 雅史（うえの まさし、1957年（昭和32年）5月17日 -）は、日本の実業家、荘内銀行名誉顧問。鶴岡商工会議所会頭。

## 来歴・人物
山形県出身。明治大学政治経済学部卒。
1980年に荘内銀行に入行。東京支店長や人事部長等を歴任後、取締役に選任される。
2016年に代表取締役頭取に昇格。2020年3月で中期経営計画が終了することに合わせ、会長に退き、地元人脈を活かし経営を支え、2022年名誉顧問となる。
2022年10月、鶴岡商工会議所会頭に就任する。

## 経歴
- 1980（昭和55）年
  - 4月:荘内銀行入行
- 1998（平成10）年
  - 12月:同行総合企画室ALM室長
- 2001（平成13）年
  - 4月:同行秘書室長
- 2002（平成14）年
  - 4月:同行企画部　経営企画グループ・グループマネージャー
- 2004（平成16）年
  - 5月:同行東京支店長兼東京事務所長
- 2006（平成18）年
  - 6月:グランド山形リース出向。同社専務取締役
- 2008（平成20）年
  - 5月:荘内銀行人事部長兼コンプライアンス統括部長
- 2009（平成21）年
  - 4月:同行執行役企画部長兼コンプライアンス統括部長
  - 6月:同行取締役兼執行役企画部長兼コンプライアンス統括部長
  - 10月:同行取締役兼執行役員企画部長兼コンプライアンス統括部長
- 2010（平成22）年
  - 6月:前職のまま財務部長兼国際業務管理グループマネージャー兼任
  - 10月：前職のまま統合リスク管理部長兼任
- 2011（平成23）年
  - 4月:同行取締役兼執行役員経営企画部長兼リスク統括グループマネージャー
- 2012（平成24）年
  - 4月:同行常務取締役兼常務執行役員経営企画部兼リスク統括グループマネージャー
- 2014（平成26）年
  - 6月:同行専務取締役兼専務執行役員人事部長
  - 6月:フィデアホールディングス人事企画グループ長
- 2016（平成28）年
  - 6月:同行代表取締役頭取兼頭取執行役員
  - 6月:フィデアホールディングス取締役
- 2020（令和2年）
  - 4月:同行取締役会長
- 2022（令和4年）
  - 4月:同行会長を退く

## 参考資料
- “第9期定時株主総会招集ご通知” (PDF).   フィデアホールディングス (2018年5月31日). 2019年5月13日閲覧。
- “第9期有価証券報告書” (PDF).   フィデアホールディングス (2018年6月22日). 2019年5月13日閲覧。

| ビジネス      | ビジネス                            | ビジネス      |
| ------------- | ----------------------------------- | ------------- |
| 先代 國井英夫 | 荘内銀行頭取 第9代：2016年 - 2020年 | 次代 田尾祐一 |